# The Unit
The Unit é uma série de televisão americana de drama e ação exibido pelo canal americano CBS entre 7 de março de 2006 a 10 de maio de 2009, em Portugal no canal FOX Portugal e no Brasil pelo canal Fox Brasil. A série estreou na midseason do canal e teve boa audiência, o que levou a uma 2ª temporada.

## Guia de episódios
A Unidade é uma série televisiva americana drama de ação que incide sobre uma unidade militar ultra-secreta modelado após o Exército E.U. vida real unidade de operações especiais comumente conhecido como Delta Force. A série foi ao ar na CBS a partir de 07 de marco de 2006, até 10 de maio de 2009.
Produção
O programa caracteriza tanto a vida interna dos membros da equipa e as suas missões no estrangeiro, para além das suas carreiras têm efeito sobre a vida de sua casa, esposas e namoradas. Estreou nos Estados Unidos em 7 de março de 2006, na CBS, em substituição mid-season. A segunda temporada estreou em 19 de setembro de 2006. A terceira temporada começou em 25 de setembro de 2007, com um hiato que ocorre após o episódio 11 devido a 2007-08 Writers Guild of America greve. O show foi pego por uma quarta temporada pela CBS em 12 de maio de 2008. [1] A quarta temporada começou em 28 de setembro de 2008 e encerrada em 10 de maio de 2009. Em 19 de maio de 2009, foi anunciado que, após quatro temporadas e 69 episódios, a série tinha sido cancelada pela CBS. [2] Mas no mesmo dia, os produtores da 20th Century Fox Television anunciou que as reprises do programa seria transmitido na distribuição, nas estações que cobrem 56 por cento do país já se comprometeu a realização do show, incluindo a Fox Television Stations [3].
Premissa
Baseado no livro show do produtor Eric Haney, Inside Delta Force: The Story of America's Elite contraterrorismo Unit (ISBN 0-440-23733-5), a unidade foi criada para a televisão e com produção executiva de David Mamet e Shawn Ryan. O programa é produzido pelas produções Barn Inc., David Mamet Entertainment, e formigas de fogo Films, em associação com a 20th Century Fox Television.
O espetáculo pretende descrever o cotidiano da Delta Force (chamado de "The Unit" no show) operadores durante o treinamento e missões operacionais, bem como suas famílias de volta para casa.
Internacionalmente, The Unit estreou em 3 de outubro de 2006, no Reino Unido, em Bravo, em 11 de outubro de 2006, na Austrália, na Seven Network e FOX8 e na Arena Foxtel / rede de televisão por assinatura Austar e agora vai ao ar às terças-feiras no 7Two às 08:30, em 11 de Janeiro em Espanha, em La Sexta, 25 de Janeiro na Holanda, em 5 RTL, em 07 de março na Alemanha, em sab 1, em 23 de Setembro, na Bulgária, VFC, em 09 de março de 2008, na Rússia, DTV, e em 13 de junho de 2009, no Vietname VTC7 Hoje-TV.
A música tema da primeira temporada ea segunda foi "Fired Up", de Robert Duncan. Embora a mostra centra-se em uma unidade de operações especiais do Exército, "Fired Up" é uma adaptação de um Corpo de Fuzileiros Navais execução cadência chamado "Fired Up, Feels Good". Ele também criou "Walk the Fire", um segmento de 22 segundos usado como um tema desde a terceira temporada.
Resumo
"A unidade é os E.U. termo coloquial para o Exército Delta Force. Os seus membros vêm do Exército dos Estados Unidos (principalmente a partir do Regimento Ranger, de Infantaria Ligeira, e as Forças Especiais) e são essencialmente incumbidos de luta contra o terrorismo e as missões de ação direta. Em uma entrevista de TV, o criador da série Eric Haney, que é um ex-operador Delta Force, afirmou que o termo "Delta Force" nunca é usada na comunidade spec ops. Eles só são referidos como "a unidade", e sua designação é DOD "Combat Applications Group." O cover oficial da unidade no espetáculo é a sonoridade similar "303 Logística Grupo de Estudos". Na estréia da terceira temporada, uma tela de leitura fora da unidade identifica especificamente como "primeiro Grupo Especial de Ações", que é uma reminiscência do primeiro Destacamento Operacional de Forças Especiais-Delta. 
A unidade é baseada em um posto do exército de ficção, "Fort Griffith". A localidade de Fort Griffith nunca é explicitamente, mas no episódio 103, um extrato bancário do personagem principal mostra claramente um endereço para Fort Griffith, MO 63021, o que coloca algumas milhas a oeste de St. Louis. Outros episódios fazem referência clara ao Greenwood, incluindo a menção de Greenwood / área Griffith Fort e Greenwood aparecem carros de polícia local, bem como placas de licença Missouri claramente aparecendo em vários episódios. Greenwood, MO é uma pequena cidade situada a sudeste de Kansas City. membros da unidade também vestir a camisa no ombro insígnia da 24 ª Divisão de Infantaria desativado em seus uniformes de classe A, bem como a crista do ombro do 504o Regimento de Infantaria Pára-quedas, Strike "Hold", atualmente parte da ABCT 1 da 82 ª Divisão Aerotransportada. Além disso, enquanto os membros da unidade são de Infantaria, eles não usam o aiguillette infantaria azul em torno de seu braço direito. Nos episódios mais tarde, os membros da unidade são apresentados como os Estados Unidos usando Comando de Operações Especiais (USSOCOM) patch em seus uniformes de Classe A. 
cadeia imediata da unidade de comando vai para o comandante, o coronel Tom Ryan e, presumivelmente, direto para o presidente dos Estados Unidos. Não se sabe se isso ignora o secretário de Defesa. 
As esposas dos funcionários da unidade da equipe ALPHA são dadas missão mínimo ou informações operacionais. Eles são responsáveis por manter o "Grupo de Estudos Logísticos 303" cobertura em todas as interações com alguém que não seja um membro do agregado familiar. Seus maridos são, na verdade, ainda executar as missões muito perigosas, mas eles não têm permissão para saber detalhes, como quando seus maridos são implantadas, o que suas rotinas de treinamento em que consistem, por quanto tempo vão durar as suas atribuições, ou mesmo se seus maridos são segura.
Se um membro da unidade é morto em ação, a família é informada de que ele ou ela tenha sido morto em uma missão de treinamento. As mulheres são encorajadas a se formar uma próxima, a família militar coesa, baseada no conhecimento comum e luta isto leva inevitavelmente a.
A unidade tem uma estrutura convencional. Com o tamanho de uma companhia, cerca de 130 operadores, que é comandada por um coronel (empresas geralmente são comandados por capitães, coronéis geralmente comando elementos como regimentos). Esta é paralela à estrutura da Delta, que foi implementado pelo coronel Alvin Beckwith. O CO, Coronel Ryan, normalmente usa um "higienizado uniforme" (tendo absolutamente nenhuma fitas, como seu nome, ou mesmo E.U. Exército, ou insígnia).
As esposas dos funcionários da unidade da equipe ALPHA são dadas missão mínimo ou informações operacionais. Eles são responsáveis por manter o "Grupo de Estudos Logísticos 303" cobertura em todas as interações com alguém que não seja um membro do agregado familiar. Seus maridos são, na verdade, ainda executar as missões muito perigosas, mas eles não têm permissão para saber detalhes, como quando seus maridos são implantadas, o que suas rotinas de treinamento em que consistem, por quanto tempo vão durar as suas atribuições, ou mesmo se seus maridos são segura.
Se um membro da unidade é morto em ação, a família é informada de que ele ou ela tenha sido morto em uma missão de treinamento. As mulheres são encorajadas a se formar uma próxima, a família militar coesa, baseada no conhecimento comum e luta isto leva inevitavelmente a.
A unidade tem uma estrutura convencional. Com o tamanho de uma companhia, cerca de 130 operadores, que é comandada por um coronel (empresas geralmente são comandados por capitães, coronéis geralmente comando elementos como regimentos). Esta é paralela à estrutura da Delta, que foi implementado pelo coronel Alvin Beckwith. O CO, Coronel Ryan, normalmente usa um "higienizado uniforme" (tendo absolutamente nenhuma fitas, como seu nome, ou mesmo E.U. Exército, ou insígnia).

### Primeira temporada (2006)
| #  | Título                           | Transmissão EUA | Transmissão Portugal – RTP1 |
| -- | -------------------------------- | --------------- | --------------------------- |
| 1  | "First Responders"               | 07/Mar/2006     | 21/Abr/2007                 |
| 2  | "Stress"                         | 14/Mar/2006     | 21/Abr/2007                 |
| 3  | "200th Hour"                     | 21/Mar/2006     | 28/Abr/2007                 |
| 4  | "True Believers"                 | 28/Mar/2006     | 28/Abr/2007                 |
| 5  | "Non-Permissive Environment"     | 04/Abr/2006     | 05/Mai/2007                 |
| 6  | "Security"                       | 11/Abr/2006     | 05/Mai/2007                 |
| 7  | "Dedication"                     | 16/Abr/2006     | 12/Mai/2007                 |
| 8  | "SERE"                           | 25/Abr/2006     | 19/Mai/2007                 |
| 9  | "Eating the Young"               | 02/Mai/2006     | 19/Mai/2007                 |
| 10 | "Unannounced"                    | 09/Mai/2006     | 26/Mai/2007                 |
| 11 | "Exposure"                       | 09/Mai/2006     | 16/Jun/2007                 |
| 12 | "Morale, Welfare and Recreation" | 16/Mai/2006     | 23/Jun/2007                 |
| 13 | "The Wall"                       | 16/Mai/2006     | 23/Jun/2007                 |

### Segunda temporada (2006-2007)
| #  | Título                | Transmissão EUA | Transmissão Portugal – RTP1 |
| -- | --------------------- | --------------- | --------------------------- |
| 1  | "Change of Station"   | 19/Set/2006     | 30/Jun/2007                 |
| 2  | "Extreme Rendition"   | 26/Set/2006     | 14/Jul/2007                 |
| 3  | "The Kill Zone"       | 03/Out/2006     | 18/Ago/2007                 |
| 4  | "Manhunt"             | 10/Out/2006     | 18/Ago/2007                 |
| 5  | "Force Majeure"       | 17/Out/2006     | 25/Ago/2007                 |
| 6  | "Old Home Week"       | 31/Out/2006     | 08/Set/2007                 |
| 7  | "Off the Meter"       | 07/Nov/2006     | 08/Set/2007                 |
| 8  | "Natural Selection"   | 14/Nov/2006     | 15/Set/2007                 |
| 9  | "Report by Exception" | 21/Nov/2006     | 15/Set/2007                 |
| 10 | "Bait"                | 28/Nov/2006     | 22/Set/2007                 |
| 11 | "Silver Star"         | 12/Dez/2006     | 22/Set/2007                 |
| 12 | "The Broom Cupboard"  | 16/Jan/2007     | 22/Set/2007                 |
| 13 | "Sub Conscious"       | 06/Fev/2007     | 29/Set/2007                 |
| 14 | "Johnny B. Good"      | 06/Fev/2007     | 29/Set/2007                 |
| 15 | "The Water is Wide"   | 13/Fev/2007     | 06/Out/2007                 |
| 16 | "Games of Chance"     | 20/Fev/2007     | 20/Out/2007                 |
| 17 | "Dark of the Moon"    | 27/Fev/2007     | 20/Out/2007                 |
| 18 | "Two Coins"           | 20/Mar/2007     | 27/Out/2007                 |
| 19 | "Outsiders"           | 03/Abr/2007     | 27/Out/2007                 |
| 20 | "In Loco Parentis"    | 10/Abr/2007     | 03/Nov/2007                 |
| 21 | "Bedfellows"          | 24/Abr/2007     | 03/Nov/2007                 |
| 22 | "Freefall"            | 01/Mai/2007     | 10/Nov/2007                 |
| 23 | "Paradise Lost"       | 08/Mai/2007     | 10/Nov/2007                 |

+ - previsão

### Terceira temporada (2007-2008)
|}

+ - previsão

## Recepção da crítica
Em sua 1ª temporada, The Unit teve recepção geralmente favorável por parte da crítica especializada. Com base de 25 avaliações profissionais, alcançou uma pontuação de 62% no Metacritic. Por votos dos usuários do site, atinge uma nota de 7.3, usada para avaliar a recepção do público.